# 沙赫布茲
39°24′26″N 45°34′26″E / 39.40722°N 45.57389°E

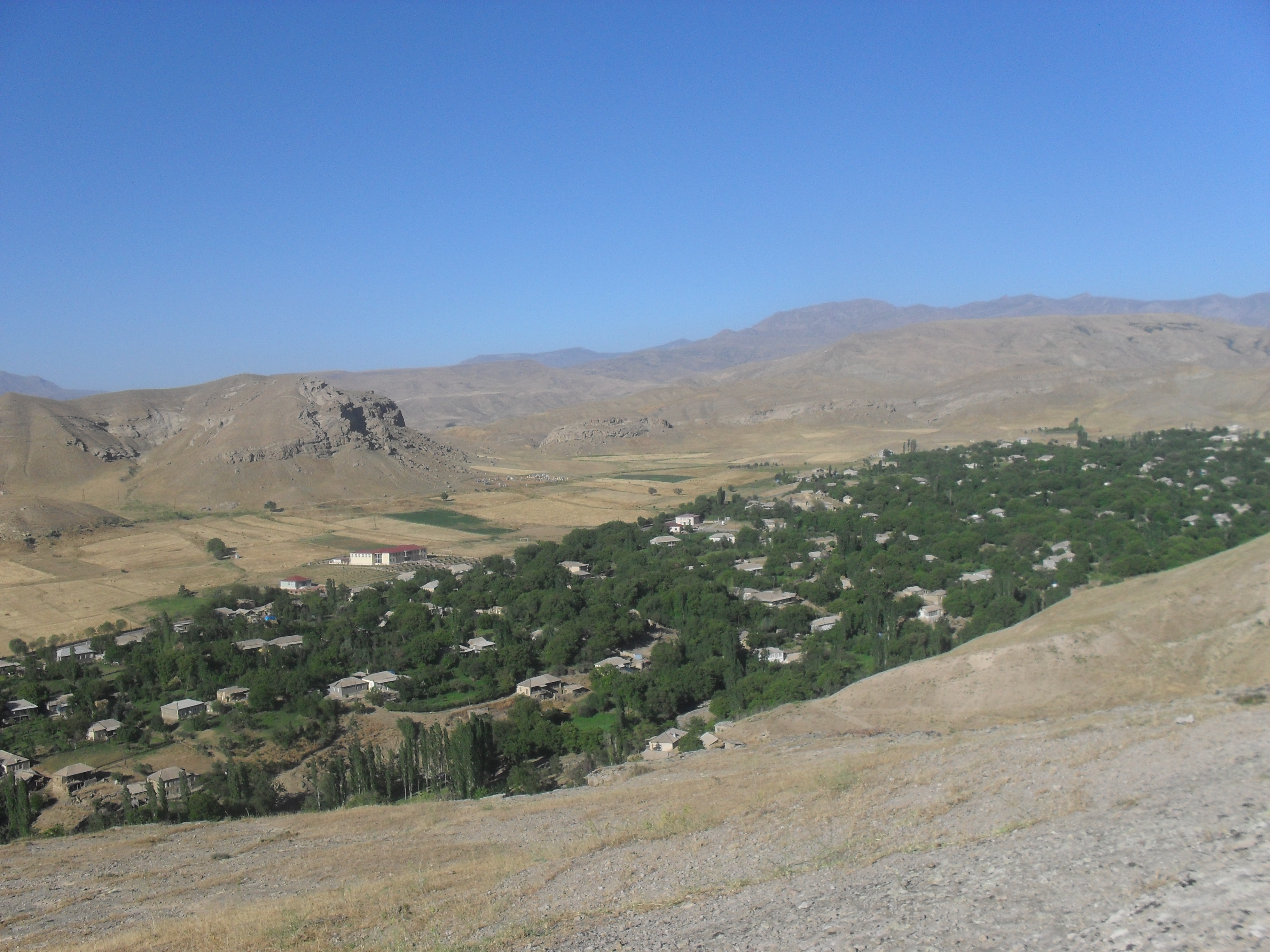
沙赫布茲

沙赫布茲是阿塞拜疆的城鎮，也是沙赫布茲區的首府，位於該國西南部，距離納希切萬30公里，鎮上有汽車維修、釀酒和礦泉水工廠，2008年人口3,127。